# وکس اینک
وکس اینک (انگلیسی: WEX Inc.) شرکت خدمات حرفه‌ای آمریکایی است، که در سال ۱۹۸۳ تأسیس شد.